# Processo Petrosix
Processo Petrosix é uma tecnologia desenvolvida pela Petrobras para extrair óleo combustível das rochas de folhelho betuminoso, também chamado de xisto betuminoso, da Formação Irati, uma formação geológica Permiana da Bacia do Paraná.
Desde 1954 a Petrobras trabalha para o aproveitamento do xisto brasileiro, através do desenvolvimento e consolidação de uma tecnologia denominada Processo Petrosix, já patenteada em vários países.  A partir de 1972 entrou em operação uma planta industrial na cidade de São Mateus do Sul, Estado do Paraná.
A principal característica desta tecnologia é a sua simplicidade operacional.  Depois de minerado a céu aberto, o xisto vai para um britador, que reduz as pedras a tamanhos que variam de 6 a 70 milímetros. Então, estas pedras são levadas a um reator, ou retorta, onde são pirolisadas a uma temperatura de aproximadamente 500 graus Celsius, liberando-se a matéria orgânica nelas contida sob a forma de óleo e gás.
O calor para a pirólise é fornecido por uma corrente gasosa de elevada temperatura, que entra na zona de retortagem e se mistura com uma segunda corrente, injetada pela base da retorta, para recuperar o calor do xisto já retortado.
Nas zonas de aquecimento e secagem, a massa gasosa ascendente cede calor ao xisto e se resfria, resultando na condensação dos vapores de óleo sob a forma de gotículas, transportadas para fora da retorta pelos gases. Estes, com as gotículas de óleo passam por dois outros equipamentos (ciclone e precipitador eletrostático), onde são coletados o óleo pesado e as partículas sólidas arrastadas na etapa anterior.
O gás limpo de neblina de óleo (ou seja, das gotículas de óleo pesado condensadas durante a retortagem) passa por um compressor e se divide em três correntes: uma retorna para o fundo da retorta, outra também volta à retorta após ser aquecida em um forno, e a terceira, denominada gás produto, vai para um condensador onde o óleo leve é recuperado. Depois de retirado o óleo leve, o gás é encaminhado à unidade de tratamento de gás para a produção de gás combustível de xisto e para a recuperação do GLX (gás liquefeito de xisto, mais conhecido como gás de cozinha) e do enxofre. 
O óleo produzido é vendido diretamente para as indústrias ou processado em uma refinaria de petróleo. Terminado o processo de retirada do óleo e gás da rocha, o xisto, agora dito "retortado", é devolvido à área minerada.

## Usina Protótipo do Irati
São Mateus do Sul, no Paraná, abriga, desde 1972 a Usina Protótipo do Irati (UPI), cujo funcionamento permitiu comprovar a viabilidade técnica do processo, além de testar equipamentos, levantar dados básicos para o projeto de usinas industriais e desenvolver uma avançada tecnologia de proteção ambiental. Concluído o desenvolvimento do Processo Petrosix os esforços da usina voltaram-se, a partir de 1982, para a produção. Também intensificaram-se as pesquisas voltadas ao desenvolvimento de processos para o aproveitamento dos finos de xisto, do xisto processado e calxisto (corretivo de acidez dos solos) também encontrado na mina.
O Processo Petrosix, uma patente da Petrobras, foi inteiramente desenvolvido pela companhia e incluem procedimentos de mineração, trituração, processamento termo-químico do folhelho com obtenção dos produtos petróleo, gás e enxofre nativo e uma completa recuperação da área afetada pela mineração, com cuidado especial quanto à preservação da fauna e flora nativas.  Na pedreira são abundantes fragmentos de crustáceos e da fauna típica de Mesosaurus brasiliensis.  Ocorrem duas camadas de folhelho rico em óleo, na Formação Irati. Os teores médios de óleo são de respectivamente 9,1% para a camada inferior e de 6,4% para a camada superior.  As reservas são de cerca de 700 milhões de barris de óleo, nove milhões de toneladas de gás liquefeito (GLP), 25 bilhões de metros cúbicos de gás de xisto e 18 milhões de toneladas de enxofre.

## Módulo Industrial
Com a entrada em operação do Módulo Industrial, em dezembro de 1991, concluiu-se a última etapa de consolidação da tecnologia Petrosix.
Atualmente o complexo industrial de beneficiamento em São Mateus do Sul processa diariamente 7800 toneladas de xisto que geram os seguintes produtos e subprodutos:
|   | Tipo             | Toneladas |
| 1 | Óleo combustível | 480 t     |
| 2 | Nafta industrial | 90 t      |
| 3 | Gás combustível  | 120 t     |
| 4 | Gás liquefeito   | 45 t t    |
| 5 | Enxofre          | 75 t      |
| 6 | Calxisto         | 8000 t    |
| 7 | Xisto fino       | 1500 t    |
| 8 | Xisto retortado  | 6600 t    |